# Primera División 1956 (Uruguay)
Het seizoen 1956 van de Primera División was het 52e seizoen van de hoogste Uruguayaanse voetbalcompetitie. Het seizoen liep van juli tot december 1956.

## Teams
Er namen tien ploegen deel aan de Primera División tijdens het seizoen 1956. Negen ploegen wisten zich vorig seizoen te handhaven en één ploeg promoveerde vanuit de Primera B: Racing Club de Montevideo kwam in de plaats van het gedegradeerde CA River Plate.
| Club                      | Stad       | Stadion                             | Vorig seizoen |
| ------------------------- | ---------- | ----------------------------------- | ------------- |
| CA Cerro                  | Montevideo | Parque Demetrio Arana               | 3e            |
| Danubio FC                | Montevideo | Parque Forno                        | 4e            |
| CA Defensor               | Montevideo | Parque Rodó                         | 5e            |
| Liverpool FC              | Montevideo | Estadio Belvedere                   | 9e            |
| Montevideo Wanderers FC   | Montevideo | Estadio Parque Alfredo Víctor Viera | 7e            |
| Club Nacional de Football | Montevideo | Estadio Centenario                  | 1e            |
| CA Peñarol                | Montevideo | Estadio Centenario                  | 2e            |
| Rampla Juniors FC         | Montevideo | Parque Nelson                       | 6e            |
| Racing Club de Montevideo | Montevideo | Estadio Parque Osvaldo Roberto      | 1e (1ª B)     |
| IA Sud América            | Montevideo | Estadio Parque Carlos Ángel Fossa   | 8e            |

## Competitie-opzet
Alle clubs speelden tweemaal tegen elkaar. De ploeg met de meeste punten werd kampioen. De ploeg die laatste werd degradeerde naar de Primera B.

### Kwalificatie voor internationale toernooien
De kampioen van de competitie zou worden uitgenodigd voor de Copa República de Venezuela, beter bekend als de Pequeña Copa del Mundo (Kleine Wereldbeker). Dit toernooi dat in Caracas werd gespeeld wordt gezien als een van de voorlopers van de Wereldbeker.

### Torneo Competencia en Torneo de Honor
Voorafgaand aan het seizoen werd het Torneo Competencia gespeeld tussen de ploegen in de Primera División. Dit toernooi werd gewonnen door CA Peñarol. Ook werd er gestreden om het Torneo de Honor. Deze prijs werd uitgereikt aan de ploeg die het beste presteerde in het Torneo Competencia en in de eerste seizoenshelft van de Primera División.

### Eerste seizoenshelft
Titelverdediger Club Nacional de Football won net als CA Defensor en CA Peñarol hun eerste twee wedstrijden. Op de derde speeldag speelden Defensor en Peñarol gelijk tegen elkaar en Nacional - dat wel won - bleef daardoor als enige ploeg zonder puntverlies over. De eerste nederlaag van Nacional kwam pas op 29 september toen ze met 3–1 verloren van rivaal Peñarol.
Omdat Peñarol ook al eens had verloren (van CA Cerro) en Nacional hun overige wedstrijden in de eerste seizoenshelft allemaal won gingen ze halverwege aan de leiding met 16 punten, eentje meer dan Peñarol. Voor Peñarol betekende dit wel dat ze zich winnaar van het Torneo de Honor mochten noemen, aangezien ze in dat klassement nog drie punten over hielden op Nacional.
Na negen van de achttien speelrondes stond Cerro derde, met vier punten minder dan Nacional. Defensor bezette de vierde plaats. Hekkensluiter was IA Sud América met slechts drie punten.

### Tweede seizoenshelft
Nacional en Peñarol hielden elkaar in het begin van de terugronde in evenwicht, totdat Peñarol in de dertiende speelronde gelijkspeelde tegen rode lantaarn Sud América. Dit gaf Nacional de mogelijkheid om hun voorsprong in het klassement te verdubbelen. Vervolgens wonnen beide ploegen weer tweemaal, waardoor het zeker was dat een van de twee landskampioen zou worden.
In de zestiende speelronde verloor Peñarol wederom van Cerro en liep de voorsprong van Nacional (dat nog altijd foutloos was in de tweede seizoenshelft) op tot vier punten. De Tricolores hadden daardoor nog één punt nodig om hun titel te prolongeren. De eerste kans kregen ze op 2 december tegen Peñarol zelf. Kort na rust kwam Nacional op voorsprong en hoewel Peñarol nog de gelijkmaker scoorde konden ze niet voorkomen dat Nacional de titel kon vieren. Dit was een herhaling van het vorige seizoen, toen Nacional ook kampioen werd door met 1–1 gelijk te spelen tegen Peñarol.
De strijd tegen degradatie werd in de zestiende speelronde beslist: Sud América had vier punten minder dan Rampla Juniors FC en er was nog een drietal andere ploegen dat ook nog niet helemaal veilig was. Sud América verloor in deze zestiende speelronde echter van Defensor en omdat Rampla Juniors gelijkspeelde tegen Liverpool FC was de laatste plaats voor Sud América een feit. Voor de Naranjitas eindigde hiermee een tweejarig verblijf op het hoogste niveau.
De laatste speeldag stond er niets meer op het spel: Nacional was al zeker van hun 24e landstitel, Peñarol was vicekampioen en ook Cerro (derde) en Defensor (vierde) waren al zeker van hun eindklassering. In een wedstrijd om de eer won Cerro met 4–3 van Defensor. Beide ploegen kwalificeerden zich door hun eindklassering voor het Torneo Cuadrangular 1956. Het gedegradeerde Sud América verloor ook hun laatste wedstrijden en eindigde de competitie met slechts zes punten (een zege, vier gelijk, dertien verloren).

### Eindstand
|     | Club                      | Sp. | W  | G | V  | Pnt. | DV | DT | DS  |
| --- | ------------------------- | --- | -- | - | -- | ---- | -- | -- | --- |
| 01. | Club Nacional de Football | 18  | 15 | 2 | 1  | 32   | 54 | 19 | +35 |
| 2.  | CA Peñarol                | 18  | 13 | 3 | 2  | 29   | 50 | 17 | +33 |
| 3.  | CA Cerro                  | 18  | 10 | 4 | 4  | 24   | 42 | 30 | +12 |
| 4.  | CA Defensor               | 18  | 6  | 6 | 6  | 18   | 34 | 33 | +1  |
| 5.  | Montevideo Wanderers FC   | 18  | 3  | 9 | 6  | 15   | 16 | 23 | –7  |
| 6.  | Liverpool FC              | 18  | 6  | 3 | 9  | 15   | 31 | 40 | –9  |
| 7.  | Rampla Juniors FC         | 18  | 3  | 8 | 7  | 14   | 29 | 35 | –6  |
| 8.  | Danubio FC                | 18  | 6  | 2 | 10 | 14   | 19 | 33 | –14 |
| 9.  | Racing Club de Montevideo | 18  | 5  | 3 | 10 | 13   | 25 | 45 | –20 |
| 10. | IA Sud América            | 18  | 1  | 4 | 13 | 6    | 18 | 43 | –25 |

### Legenda
| Kleur | Kwalificatie voor              |
| ----- | ------------------------------ |
|       | Pequeña Copa del Mundo 1957    |
|       | Degradatie naar Primera B 1957 |

| Winnaar Primera División 1956       |
| ----------------------------------- |
| Club Nacional de Football 24e titel |

#### Topscorers
Carlos Carranza van CA Cerro scoorde achttien keer en werd daarmee topscorer van de competitie. Het was voor het eerst sinds 1945 dat een speler van een kleine club (niet Nacional of Peñarol) topscorer werd.
| №  | Speler          | Club     | Goals |
| -- | --------------- | -------- | ----- |
| 1. | Carlos Carranza | CA Cerro | 18    |

1900 · 1901 · 1902 · 1903 · 1904 · 1905 · 1906 · 1907 · 1908 · 1909 · 1910 · 1911 · 1912 · 1913 · 1914 · 1915 · 1916 · 1917 · 1918 · 1919 · 1920 · 1921 · 1922 · 1923 · 1924 · 1925 · 1926 · 1927 · 1928 · 1929 · 1930 · 1931 · 1932 · 1933 · 1934 · 1935 · 1936 · 1937 · 1938 · 1939 · 1940 · 1941 · 1942 · 1943 · 1944 · 1945 · 1946 · 1947 · 1948 · 1949 · 1950 · 1951 · 1952 · 1953 · 1954 · 1955 · 1956 · 1957 · 1958 · 1959 · 1960 · 1961 · 1962 · 1963 · 1964 · 1965 · 1966 · 1967 · 1968 · 1969 · 1970 · 1971 · 1972 · 1973 · 1974 · 1975 · 1976 · 1977 · 1978 · 1979 · 1980 · 1981 · 1982 · 1983 · 1984 · 1985 · 1986 · 1987 · 1988 · 1989 · 1990 · 1991 · 1992 · 1993 · 1994 · 1995 · 1996 · 1997 · 1998 · 1999 · 2000 · 2001 · 2002 · 2003 ·  2004 · 2005 · 2005/06 · 2006/07 · 2007/08 · 2008/09 · 2009/10 · 2010/11 ·  2011/12 · 2012/13 · 2013/14 · 2014/15 · 2015/16 · 2016 · 2017 · 2018 · 2019 · 2020 · 2021 · 2022 · 2023